# Hafen Sachsenhagen
Der Hafen Sachsenhagen ist der Binnenhafen der Stadt Sachsenhagen im Landkreis Schaumburg, Niedersachsen.

## Geographie
Der Hafen Sachsenhagen liegt etwa eineinhalb Kilometer südlich des Ortskernes auf einer Höhe von 50,3 m ü. NHN an der Bundeswasserstraße Mittellandkanal (MLK). 
Westlich des Hafengebietes unterqueren der Ziegenbach und die Faule Riehe in jeweils 90 m langen Dükern den Kanal. 
Bis in die 1960er Jahre war die Gegend geprägt vom Bergbau; abgebaut wurden vor allem Kali, Sandstein und Kohle.
Es bestehen bei MLK km 127,8 bis 128,4 Nord Liegeplätze mit 600 m geböschtem Ufer und bei MLK 128,9 Nord eine 110 m lange Kaimauer. Bei MLK 128,8 Süd gibt es ein weiteres 460 m langes gespundetes Kai.

## Geschichte
Um 1916 ging der Mittellandkanal bei Sachsenhagen in Betrieb, nachdem bereits in den Jahren 1912/13 die ersten Länden gebaut worden waren. Die Gemeinde verpachtete anschließend das Gelände an die Union-Schiffahrts- und Lagerhausgesellschaft. Umgeschlagen wurde vor allem Kalisalz aus dem Kaliwerk Sigmundshall in Bokeloh, aber auch Forst- und Agrarerzeugnisse, Dünger, Bau- und Brennstoffe.
Mit der Betreibergesellschaft des Hafens wurden wieder langfristige Pachtverträge abgeschlossen.

## Gewerbe und Infrastruktur
Heute bestehen am Hafen Sachsenhagens keine Krananlagen mehr. Es ist kein Gewerbe im Hafengebiet angesiedelt.
Umgeschlagen wird bei Bedarf mit einem Mobilkran oder Förderbändern; Lagermöglichkeiten bestehen auf 12.500 m² befestigten Freilagerflächen. Ansonsten sind nur ein Betriebsmittelschuppen und eine kleine Hafenmeisterei vorhanden. Betreiber des Hafens ist heute die Rhenus AG.

An den Kaimauern kann ein Großmotorgüterschiff mit bis zu 4 m Tiefgang festmachen und abgefertigt werden. Es bestehen im westlichen Hafenbereich eine Wendebucht für Schiffe bis zu 100 m Länge und Liegemöglichkeiten für fünf Schiffe sowie vier weitere auf der gegenüberliegenden Uferseite. Es gibt Müllcontainer, aber keine Beleuchtung.
Nur selten nutzt auch die Personenschifffahrt die südliche Lände Sachsenhagens, an der kein Umschlag stattfindet. Für die Freizeitschifffahrt sind die Häfen nur für kurze Zwischenstopps geeignet.

## Verkehr
Gemeindestraßen verbinden den Hafen zu der 5 km südlich verlaufenden Bundesstraße 65 und 5 km nördlich zur Bundesstraße 441, die beide nach Osten hin an die Bundesautobahn 2 anschließen. 
Eine ÖPNV-Haltestelle gibt es an der Landesstraße L 445 direkt am Hafen. Bahnanschlüsse bestehen heute nicht mehr.